# 1635 Bohrmann
Az 1635 Bohrmann (ideiglenes jelöléssel 1924 QW) a Naprendszer kisbolygóövében található aszteroida. Karl Wilhelm Reinmuth fedezte fel 1924. március 7-én, Heidelbergben.